# Хермансен, Хенри
Хенри Хермансен (норв. Henry Hermansen; 13 апреля 1921 года, Луннер — 18 января 1997 года, Осло) — норвежский лыжник и биатлонист, призёр чемпионатов мира.

## Карьера лыжника
На чемпионате мира 1950 в Лейк-Плэсиде в команде вместе с Мартином Стоккеном, Эйлертом Далем и Кристианом Бьёрном завоевал бронзовую медаль в эстафетной гонке.

## Карьера биатлониста
На Олимпийских играх 1960 года в Скво-Вэлли занял 10-е место в индивидуальной гонке.
На чемпионатах мира завоевал две бронзовые медали в командных зачётах, на чемпионатах мира 1959 и 1962 годов. В индивидуальных гонках на чемпионатах мира был 10-м в 1959 году и 13-м в 1962-м.